# Halbmarathon-Weltmeisterschaften 1998
Die 7. Halbmarathon-Weltmeisterschaften (offiziell IAAF World Half Marathon Championships) fanden am 27. September 1998 in der Schweizer Stadt Uster statt. Sie wurde auf der Strecke des Greifenseelaufs ausgetragen.
Im Rennen der Männer setzte sich der spätere Sieger Paul Koech nach etwa der Hälfte der Strecke von einer größeren Führungsgruppe ab und baute schnell einen komfortablen Vorsprung auf. Zum Ende des Rennens büßte er zwar wieder einige Sekunden auf seine Verfolger ein, siegte aber dennoch souverän. Dahinter ersprintete Hendrick Ramaala in einer knappen Entscheidung den zweiten Platz vor dem zeitgleichen Khalid Skah. Ronaldo da Costa, der nur eine Woche zuvor beim Berlin-Marathon einen neuen Weltrekord auf der Marathondistanz aufgestellt hatte, belegte einen respektablen zwölften Rang. Die Mannschaftswertung (Addition der Zeiten der drei schnellsten Läufer eines Landes) gewann Südafrika, das als einziges Land drei Läufer unter den ersten zehn vorweisen konnte, vor Kenia und Äthiopien.
Im Frauenrennen, das zwanzig Minuten später gestartet wurde, entwickelte sich ein Zweikampf zwischen der Titelverteidigerin Tegla Loroupe und der damaligen Weltrekordhalterin Elana Meyer. Auf den letzten Kilometern konnte Loroupe einen kleinen Vorsprung herauslaufen, der ihr den Sieg brachte. Sie war damit die erste Athletin in der Geschichte der Halbmarathon-Weltmeisterschaften, der eine Titelverteidigung gelang. Mit deutlichem Abstand, jedoch noch weit vor dem restlichen Feld, folgte Lidia Șimon auf Rang drei. Die Mannschaftswertung gewann Kenia vor Rumänien und Spanien. Für Rumänien endete damit eine fünfjährige Siegesserie.

## Ergebnisse

### Einzelwertung Männer
| Platz | Athlet               | Land | Zeit (h) |
| ----- | -------------------- | ---- | -------- |
| 1     | Paul Koech           | KEN  | 1:00:01  |
| 2     | Hendrick Ramaala     | RSA  | 1:00:24  |
| 3     | Khalid Skah          | MAR  | 1:00:24  |
| 4     | Seid Ibrahim         | ETH  | 1:00:31  |
| 5     | Gert Thys            | RSA  | 1:00:37  |
| 6     | Antonio Fabián Silio | ARG  | 1:00:45  |
| 7     | Luis Jesus           | POR  | 1:01:10  |
| 8     | Tendai Chimusasa     | ZIM  | 1:01:14  |

Von 139 gestarteten Athleten erreichten 135 das Ziel.

Teilnehmer aus deutschsprachigen Ländern: Platz 31: Stéphane Schweickhardt  SUI, 1:02:48 h; Platz 58: Viktor Röthlin  SUI, 1:04:30 h; Platz 70: Oliver Mintzlaff  GER, 1:05:09 h; Platz 72: Michael Fietz  GER, 1:05:15 h; Platz 75: Hansjörg Brücker  SUI, 1:05:19 h; Platz 83: Markus Gerber  SUI, 1:05:51 h; Platz 90: Steffen Benecke  GER, 1:06:04 h; Platz 96: Philip Rist  SUI, 1:06:32 h; Platz 107: Michael Wolf  GER, 1:07:24 h; Platz 110: Christian Fischer  GER, 1:07:56 h; Platz 122: Roland Wille  LIE, 1:10:56 h.

### Teamwertung Männer
| Platz | Land und Athleten                                                   | Zeit (h)                        |
| ----- | ------------------------------------------------------------------- | ------------------------------- |
| 1     | Südafrika Hendrick Ramaala (2.) Gert Thys (5.) Abner Chipu (9.)     | 3:02:21 1:00:24 1:00:37 1:01:20 |
| 2     | Kenia Paul Koech (1.) Shem Kororia (10.) John Gwako (11.)           | 3:03:07 1:00:01 1:01:30 1:01:36 |
| 3     | Äthiopien Seid Ibrahim (4.) Girma Alemayehu (19.) Addis Abebe (29.) | 3:05:18 1:00:31 1:02:07 1:02:40 |

Insgesamt wurden 29 Teams gewertet. Die Schweiz belegte Platz 12 in 3:12:37 h, Deutschland Platz 18 in 3:16:28 h.

### Einzelwertung Frauen
| Platz | Athletin         | Land | Zeit (h) |
| ----- | ---------------- | ---- | -------- |
| 1     | Tegla Loroupe    | KEN  | 1:08:29  |
| 2     | Elana Meyer      | RSA  | 1:08:32  |
| 3     | Lidia Șimon      | ROU  | 1:08:58  |
| 4     | Olivera Jevtić   | YUG  | 1:10:02  |
| 5     | Annemari Sandell | FIN  | 1:10:04  |
| 6     | Joyce Chepchumba | KEN  | 1:10:10  |
| 7     | Julia Vaquero    | ESP  | 1:10:33  |
| 8     | Cristina Pomacu  | ROU  | 1:10:39  |

Von 97 gestarteten Athletinnen erreichten 93 das Ziel.

Teilnehmerinnen aus deutschsprachigen Ländern: Platz 18: Franziska Rochat-Moser  SUI, 1:11:47 h; Platz 24: Daria Nauer  SUI, 1:12:25 h; Platz 30: Sylvia Renz  GER, 1:12:44 h; Platz 32: Maren Ostringer  GER, 1:12:49 h; Platz 48: Birgit Jerschabek  GER, 1:14:45 h; Platz 66: Ursula Jeitziner  SUI, 1:16:40 h; Platz 68: Elisabeth Krieg-Ruprecht  SUI, 1:16:50 h; Platz 70: Anna Ursula Olbrecht  SUI, 1:17:20 h; Platz 88: Ines Cronjäger  GER, 1:21:52 h.

### Teamwertung Frauen
| Platz | Land und Athletinnen                                                     | Zeit (h)                        |
| ----- | ------------------------------------------------------------------------ | ------------------------------- |
| 1     | Kenia Tegla Loroupe (1.) Joyce Chepchumba (6.) Leah Malot (10.)          | 3:29:43 1:08:29 1:10:10 1:11:04 |
| 2     | Rumänien Lidia Șimon (3.) Cristina Pomacu (8.) Constantina Tomescu (29.) | 3:32:19 1:08:58 1:11:39 1:12:42 |
| 3     | Spanien Julia Vaquero (7.) Maria Luisa Larraga (14.) Rocío Ríos (23.)    | 3:34:18 1:10:33 1:11:30 1:12:15 |

Insgesamt wurden 18 Teams gewertet. Deutschland belegte Platz 9 in 3:40:18 h, die Schweiz Platz 10 in 3:40:52 h.